# 2021-22シーズンのメンフィス・グリズリーズ
2021-22シーズンのメンフィス・グリズリーズは、グリズリーズのフランチャイズ27年目のシーズンであり、メンフィスに移転してから21年目のシーズンである。
2021年12月2日のオクラホマシティ・サンダー戦で、リーグ記録となる73点差をつけて152-79の大勝を収めた。
12月11日にザック・ランドルフがグリズリーズ時代に着用していた背番号「50」の永久欠番授与式が執り行われた。また、2022年1月28日にもトニー・アレンの授与式が行われる予定であったが、2021年11月にアレン諸事情により式典は延期と発表された。

## ドラフト
| 巡 | 指名順 | 選手名                         | ポジション | 国籍     | 出身校など       |
| -- | ------ | ------------------------------ | ---------- | -------- | ---------------- |
| 1  | 17     | トレイ・マーフィー3世          | SF         | アメリカ | バージニア大学   |
| 2  | 51     | ブランドン・ボストン・ジュニア | SG         | アメリカ | ケンタッキー大学 |

## レギュラーシーズン成績

### ディビジョン
| サウスウェスト・ディビジョン     | サウスウェスト・ディビジョン | サウスウェスト・ディビジョン | サウスウェスト・ディビジョン | サウスウェスト・ディビジョン | サウスウェスト・ディビジョン | サウスウェスト・ディビジョン | サウスウェスト・ディビジョン | サウスウェスト・ディビジョン |
| チーム                           | 勝                           | 負                           | PCT                          | GB                           | ホーム                       | ロード                       | Div                          | GP                           |
| -------------------------------- | ---------------------------- | ---------------------------- | ---------------------------- | ---------------------------- | ---------------------------- | ---------------------------- | ---------------------------- | ---------------------------- |
| y – メンフィス・グリズリーズ     | 56                           | 26                           | .683                         | 0.0                          | 30–11                        | 26–15                        | 11-5                         | 82                           |
| x – ダラス・マーベリックス       | 52                           | 30                           | .634                         | 4.0                          | 29–12                        | 23–18                        | 14-2                         | 82                           |
| x – ニューオーリンズ・ペリカンズ | 36                           | 46                           | .439                         | 20.0                         | 19–22                        | 17–24                        | 6-10                         | 82                           |
| pi – サンアントニオ・スパーズ    | 34                           | 48                           | .415                         | 22.0                         | 16–25                        | 18–23                        | 6-10                         | 82                           |
| ヒューストン・ロケッツ           | 20                           | 62                           | .244                         | 36.0                         | 11–30                        | 9–32                         | 3-13                         | 82                           |

#### カンファレンス
| ウェスタン・カンファレンス | ウェスタン・カンファレンス           | ウェスタン・カンファレンス | ウェスタン・カンファレンス | ウェスタン・カンファレンス | ウェスタン・カンファレンス | ウェスタン・カンファレンス |
| #                          | チーム                               | 勝                         | 負                         | PCT                        | GB                         | GP                         |
| -------------------------- | ------------------------------------ | -------------------------- | -------------------------- | -------------------------- | -------------------------- | -------------------------- |
| 1                          | z – フェニックス・サンズ *           | 64                         | 18                         | .780                       | –                          | 82                         |
| 2                          | y – メンフィス・グリズリーズ *       | 56                         | 26                         | .683                       | 8.0                        | 82                         |
| 3                          | x – ゴールデンステート・ウォリアーズ | 53                         | 29                         | .646                       | 11.0                       | 82                         |
| 4                          | x – ダラス・マーベリックス           | 52                         | 30                         | .634                       | 12.0                       | 82                         |
| 5                          | y – ユタ・ジャズ *                   | 49                         | 33                         | .598                       | 15.0                       | 82                         |
| 6                          | x – デンバー・ナゲッツ               | 48                         | 34                         | .585                       | 16.0                       | 82                         |
|                            |                                      |                            |                            |                            |                            |                            |
| 7                          | x – ミネソタ・ティンバーウルブズ     | 46                         | 36                         | .561                       | 18.0                       | 82                         |
| 8                          | pi – ロサンゼルス・クリッパーズ      | 42                         | 40                         | .512                       | 22.0                       | 82                         |
| 9                          | x – ニューオーリンズ・ペリカンズ     | 36                         | 46                         | .439                       | 28.0                       | 82                         |
| 10                         | pi – サンアントニオ・スパーズ        | 34                         | 48                         | .415                       | 30.0                       | 82                         |
|                            |                                      |                            |                            |                            |                            |                            |
| 11                         | ロサンゼルス・レイカーズ             | 33                         | 49                         | .402                       | 31.0                       | 82                         |
| 12                         | サクラメント・キングス               | 30                         | 52                         | .366                       | 34.0                       | 82                         |
| 13                         | ポートランド・トレイルブレイザーズ   | 27                         | 55                         | .329                       | 37.0                       | 82                         |
| 14                         | オクラホマシティ・サンダー           | 24                         | 58                         | .293                       | 40.0                       | 82                         |
| 15                         | ヒューストン・ロケッツ               | 20                         | 62                         | .244                       | 44.0                       | 82                         |

注釈
- z – 全体でホームコートアドバンテージ
- c – カンファレンスでホームコートアドバンテージ
- y – ディビジョン優勝
- x – プレーオフ出場
- * – ディビジョンリーダー

## 主な移籍

### トレード
| 2021年8月7日      | メンフィス・グリズリーズへ - サム・メリル - 2024年の2巡目指名権 - 2026年の2巡目指名権 | ミルウォーキー・バックスへ - グレイソン・アレン |
| 2021年8月7日      | メンフィス・グリズリーズへ - ドラフト交渉権 サンティ・アルダマ (30位) | ユタ・ジャズへ - ドラフト交渉権 ジャレッド・バトラー (40位) - 2022年のMEMの2巡目指名権 - 2026年のMEMの2巡目指名権 |
| 3チーム間トレード | | |
| 2021年8月7日      | メンフィス・グリズリーズへ - スティーブン・アダムズ (ニューオーリンズから) - エリック・ブレッドソー (ニューオーリンズから) - ドラフト交渉権 ザイア・ウィリアムズ (10位) (ニューオーリンズから) - ドラフト交渉権 ジャレッド・バトラー (40位) (ニューオーリンズから) - 2022年のLALの1巡目指名権 (プロテクト付き) (ニューオーリンズから) | シャーロット・ホーネッツへ - ウェズリー・イワンドゥ (ニューオーリンズから) - ドラフト交渉権 タイラー・ハーベイ (2015年 51位) (メンフィスから) - 2022年のNOPの1巡目指名権 (プロテクト付き) (ニューオーリンズから) - 金銭 (ニューオーリンズから) |
| 2021年8月7日      | ニューオーリンズ・ペリカンズへ - デヴォンテ・グラハム (サイン・アンド・トレード) (シャーロットから) - ヨナス・ヴァランチューナス (メンフィスから) - ドラフト交渉権 トレイ・マーフィー3世 (17位) (メンフィスから) - ドラフト交渉権 ブランドン・ボストン・ジュニア (51位) (メンフィスから)                                              | |
| 2021年8月16日     | メンフィス・グリズリーズへ - パトリック・ベバリー - ダニエル・オトゥル - ラジョン・ロンド | ロサンゼルス・クリッパーズへ - エリック・ブレッドソー |
| 2021年8月25日     | メンフィス・グリズリーズへ - ジャレット・カルバー - フアンチョ・エルナンゴメス | ミネソタ・ティンバーウルブズへ - パトリック・ベバリー |
| 2021年9月10日     | メンフィス・グリズリーズへ - マルク・ガソル - 2024年の2巡目指名権 - 金銭 | ロサンゼルス・レイカーズへ - ドラフト 交渉権 (2巡目全体57位 王哲林) |
| 2021年9月15日     | メンフィス・グリズリーズへ - クリス・ダン - カーセン・エドワーズ - 2026年の2巡目指名交換権 | ボストン・セルティックスへ - フアンチョ・エルナンゴメス |

### 退団選手
| 日付           | 選手                       | 理由       | 去就先                     | 参照   |
| -------------- | -------------------------- | ---------- | -------------------------- | ------ |
| 2021年7月30日  | ジョンティ・ポーター       | 解雇       |                            | [ 18 ] |
| 2021年8月9日   | ジャスティス・ウィンズロー | 制限なしFA | ロサンゼルス・クリッパーズ | [ 19 ] |
| 2021年8月28日  | ラジョン・ロンド           | バイアウト | ロサンゼルス・レイカーズ   | [ 20 ] |
| 2021年9月15日  | マルク・ガソル             | 解雇       | バスケット・ジローナ       | [ 21 ] |
| 2021年10月16日 | クリス・ダン               | 解雇       |                            | [ 22 ] |